# Бутстрепова агрегація
Бутстрепова агрегація або беггінг (англ. Bootstrap aggregating, bagging) — це машинний навчальний груповий мета-алгоритм, створений для покращення стабільності і точності машинних навчальних алгоритмів, які використовують статистичні класифікації і регресії. Він також зменшує неточність, хоча зазвичай застосовується до методів «дерева рішень», але може використовуватися з будь-яким типом методів. 
Метод схожий на ансамбль методів однак, замість використання декількох моделей на одних і тих самих даних, кожна модель застосовується до різних вибірок отриманих методом бутстреп. 

## Опис методу
Наприклад, дано стандартний навчальний набір D розміром n. Даний мета-алгоритм сукупності створює нові навчальні зразки {\displaystyle D_{i}}, відбираючи однорідно або із заміною зразки з набору D , кожен з яких розміром nʹ. Деякі спостереження можуть повторюватися в кожному {\displaystyle D_{i}}. Якщо n′=n, тоді для великого n набір {\displaystyle D_{i}} очікувано матиме дріб (1 — 1/e) (≈63.2 %) єдиних прикладів D, а всі інші будуть дублюватися. Такий вид відбору відомий як бутстреп відбір.
Сумування приводить до «покращення нестійких процедур» (Брейман, 1996), які включають, наприклад, штучні нервові системи, класифікаційні і регресивні дерева та відбір підгрупи в лінійній регресії (Брейман, 1996). Цікаве застосування алгоритму показано тут. Алгоритм трішки понижує значення стійких методів таких як К-найближчі сусіди (Брейман, 1996).

## Приклад: Озон
Щоб проілюструвати основні принципи бутстрепу, нижче показано аналіз відношення між озоном і температурою (дані з Rousseeuw and Leroy (1986), доступно в класичних наборах даних, аналіз робиться в R (мова програмування).
Взаємозв'язок між озоном і температурою в цьому прикладі є очевидно нелінійним, що видно на розсіяному графіку. Щоб описати математично це відношення застосовують LOESS рівні частинки. Замість того, щоб побудувати одну точку з повним набором даних, зразу намалювали 100 зразків за аналогією. Кожен зразок відрізняється від початкового набору даних, але він схожий за розподілом і мінливістю. Прогноз був зроблений на основі 100 груп. Перші 10 прогнозованих зразків є сірими лініями на графіку, які є дуже гнучкими.
Беручи середнє число із 100 зразків, кожний з них встановлює підгрупу початкових даних, ми підходимо до одного сукупного прогнозованого — це червона лінія на графіку:

## Сукупність найближчих сусідніх класифікаторів
Похибка одного найближчого сусіднього класифікатора є вдвічі більшою за похибку баєсового класифікатора. За допомогою уважного вибору розміру зразків сукупність сумування цих зразків може привести до помітного покращення 1NN класифікатора. Беручи велику кількість зразків розміром {\displaystyle n'}, супутній найближчий класифікатор буде послідовним, забезпечуючи {\displaystyle n'\to \infty } та відходячи від норми, але {\displaystyle n'/n\to 0} як відібраний розмір {\displaystyle n\to \infty }.
Під безконечною симуляцією сукупний найближчий сусідній класифікатор може розглядатися як масовий найближчий сусідній класифікатор. Допускаємо, що характерний простір є {\displaystyle d} вимірним і позначається {\displaystyle C_{n,n'}^{bnn}}, сукупний найближчий класифікатор базується на навчальному наборі розміром {\displaystyle n} та зі зразком розміром {\displaystyle n'}. У безконечному відборі зразків за певних регулярних умов на групових розподілах крайня похибка має наступну формулу
{\displaystyle {\mathcal {R}}_{\mathcal {R}}(C_{n,n'}^{bnn})-{\mathcal {R}}_{\mathcal {R}}(C^{Bayes})=\left(B_{1}{\frac {n'}{n}}+B_{2}{\frac {1}{(n')^{4/d}}}\right)\{1+o(1)\},}
для деяких констант {\displaystyle B_{1}} and {\displaystyle B_{2}}. Оптимальний вибір nʹ, що збалансовує два терміни, є у формулі {\displaystyle n'=Bn^{d/(d+4)}} для деякої константи {\displaystyle B}.

## Історія
Бутстрепову агрегацію запропонував 1944 року Лео Брейман для покращення класифікації випадково утворених наборів даних. See Breiman, 1994. Technical Report No. 421.